# Desmodium monticola
Desmodium monticola är en ärtväxtart som beskrevs av Townshend Stith Brandegee. Desmodium monticola ingår i släktet Desmodium och familjen ärtväxter. Inga underarter finns listade i Catalogue of Life.